# Санта Марија (Сондрио)
Санта Марија је насеље у Италији у округу Сондрио, региону Ломбардија.
Према процени из 2011. у насељу је живело 839 становника. Насеље се налази на надморској висини од 1875 м.